# Японський жолоб

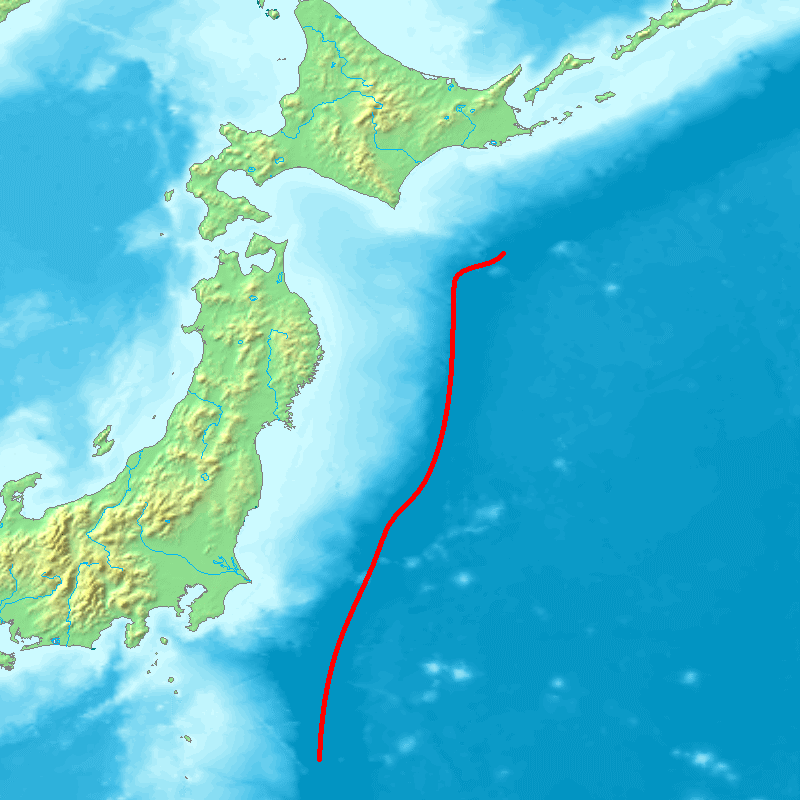
Японський жолоб

40°07′ пн. ш. 144°19′ сх. д. / 40.117° пн. ш. 144.317° сх. д.
Японський жолоб (яп. 日本海溝) — океанічний жолоб, частина Тихоокеанського вогняного кола. На заході Тихого океану. На схід від острова Хонсю, на південь від Хоккайдо і до північ від островів Оґасавара. Жолоб є продовженням Курило-Камчатського жолобу на півночі і Ідзу-Бонінського жолоба на його півдні. Жолоб утворився в результаті субдукції океанічної Тихоокеанської плити під континентальну Євразійську. 
Довжина жолоба перевищує 1000 км. Поперечний профіль жолоба має V-подібну форму. Найбільша глибина — 8412 м.

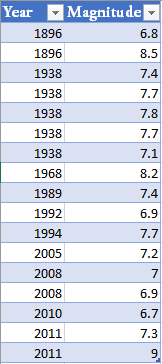
Таблиця землетрусів та їх сили, що відбувалися вздовж Японського жолобу.

11 серпня 1989 на апараті Shinkai 6500 три дослідники досягли глибини 6526 м. 
У жовтні 2008 британсько-японська дослідницька група виявила косяки риб Морський слизняк (Pseudoliparis amblystomopsis) на глибині 7,7 км, ці риби наразі вважаються найглибоководнішими рибами у світі.

## Дивись також
- Північно-Східна Японська острівна дуга
- Ізу-Бонінська-Маріанська острівна дуга